# Lidianópolis
Lidianópolis es un municipio brasileño del estado de Paraná. Posee un área de 169 km² representando 0,0849 % del estado, 0,03 % de la región y 0,002 % de todo el territorio brasileño. Se localiza a una latitud 24°06'32" sur y a una longitud 51°39'10" oeste, estando a una altitud de 570 m. Su población estimada en 2005 era de 3.506 habitantes.

## Demografía
Datos del Censo - 2000
Población Total: 4.783
- Urbana: 1.841
- Rural: 2.942
- Hombres: 2.428
- Mujeres: 2.355

Índice de Desarrollo Humano (IDH-M): 0,734
- IDH-M Salario: 0,615
- IDH-M Longevidad: 0,768
- IDH-M Educación: 0,818

## Clima
Subtropical húmedo mesotérmico, con veranos calientes y heladas poco frecuentes, con tendencia de concentración de las lluvias en los meses de verano, sin estación de sequía definida. La media de las temperaturas de los meses más calientes es superior a los 22 °C, y la de los meses más fríos es inferior a 18 °C.

## Administración
- Prefecto: Marcos Eusébio Días Sobreira (2005/2008)
- Viceprefecto: Celso Antonio Barbosa
- Presidente de la cámara:Alcidemar Semeghini